# Quatre Jours de Dunkerque 1963
La 9e édition des Quatre Jours de Dunkerque a eu lieu du 8 au 12 mai 1963. La course compte six étapes, dont deux demi-étapes constituées d'une étape raccourcie et d'un contre-la-montre individuel, et porte sur un parcours de 963 kilomètres. Tous les vainqueurs d'étapes sont Belges. La première étape, reliant Paris à Valenciennes en 230 kilomètres, est remportée par Henri De Wolf, qui prend la tête du classement général ; la deuxième étape, de Valenciennes à Dunkerque en 190 kilomètres, l'est par Robert Lelangue ; les troisième et quatrième étapes, formant toutes deux une boucle autour de Dunkerque, de respectivement 201 et 196 kilomètres, le sont par Gilbert Desmet ; la cinquième étape secteur a, reliant Dunkerque à Boulogne-sur-Mer en 120 kilomètres, l'est par Frans Melckenbeeck ; enfin, la cinquième étape secteur b, ramenant à Dunkerque en 26 kilomètres, l'est par Jozef Planckaert, qui remporte le classement général.

## Étapes
| \| Paris Valenciennes Dunkerque Boulogne · -sur-Mer \| Carte des villes accueillant les départs et les arrivées. |
| Paris Valenciennes Dunkerque Boulogne · -sur-Mer                                                                 |

L'édition 1963 des Quatre Jours de Dunkerque est divisée en six étapes réparties sur cinq jours, le dernier comprend deux demi-étapes, dont un contre-la-montre individuel.
| Étape,    | Date   | Villes étapes                |                             | Distance (km) | Vainqueur d’étape  | Leader du classement général |
| --------- | ------ | ---------------------------- | --------------------------- | ------------- | ------------------ | ---------------------------- |
| 1re étape | 8 mai  | Paris - Valenciennes         |                             | 230           | Henri De Wolf      | Henri De Wolf                |
| 2e étape  | 9 mai  | Valenciennes - Dunkerque     |                             | 190           | Robert Lelangue    | ?                            |
| 3e étape  | 10 mai | Dunkerque - Dunkerque        |                             | 201           | Gilbert Desmet     | ?                            |
| 4e étape  | 11 mai | Dunkerque - Dunkerque        |                             | 196           | Gilbert Desmet     | ?                            |
| 5ea étape | 12 mai | Dunkerque - Boulogne-sur-Mer |                             | 120           | Frans Melckenbeeck | ?                            |
| 5eb étape | 12 mai | Dunkerque - Dunkerque        | Contre-la-montre individuel | 26            | Jozef Planckaert   | Jozef Planckaert             |

## Classement général
| Classement général final, | Classement général final, | Classement général final, | Classement général final,      | Classement général final, |
|                           | Coureur                   | Pays                      | Équipe                         | Temps                     |
| ------------------------- | ------------------------- | ------------------------- | ------------------------------ | ------------------------- |
| 1er                       | Jozef Planckaert          | Belgique                  | Faema-Flandria                 | en 25 h 50 min 48 s       |
| 2e                        | Hans Junkermann           | Allemagne                 | Wiel's-Groene Leeuw            | + 52 s                    |
| 3e                        | André Messelis            | Belgique                  | Wiel's-Groene Leeuw            | + 2 min 20 s              |
| 4e                        | François Mahé             | France                    | Pelforth-Sauvage-Lejeune       | + 2 min 27 s              |
| 5e                        | Roger De Breuker          | Belgique                  | Solo-Terrot-Englebert          | + 2 min 51 s              |
| 6e                        | Raymond Elena             | France                    | Margnat-Paloma-Motul-Dunlop    | + 3 min 5 s               |
| 7e                        | Édouard Delberghe         | France                    | Pelforth-Sauvage-Lejeune       | + 3 min 21 s              |
| 8e                        | Henri De Wolf             | Belgique                  | Solo-Terrot-Englebert          | + 3 min 27 s              |
| 9e                        | Pierre Everaert           | France                    | Saint-Raphaël-Géminiani-Dunlop | + 3 min 44 s              |
| 10e                       | Marcel Ongenae            | Belgique                  | Faema-Flandria                 | + 4 min                   |
| modifier                  |                           |                           |                                |                           |